# Bogufał III z Czerlina
Bogufał III herbu Poraj, (ur. ?, zm. 16/17 grudnia 1264) – biskup poznański od 1254, proboszcz gnieźnieńskiej kapituły katedralnej w 1250 roku.
Urodził się w Czerlinie (część opracowań twierdzi, że we Wronczynie). Studiował na bliżej nieokreślonym uniwersytecie zachodnim, zdobywając tytuł magistra, co otworzyło mu drogę kariery kościelnej. Około 1221-1222 był już kanonikiem gnieźnieńskim, w 1232 scholastykiem łęczyckim, w 1238 archidiakonem gnieźnieńskim, w tym samym roku został też kanonikiem poznańskim. W latach 1240–1246 był kanclerzem księcia Przemysła I. W 1250 ustąpił ze scholasterii łęczyckiej, obejmując zarazem prepozyturę gnieźnieńską. W 1254 został wybrany przez kapitułę biskupem poznańskim i uzyskał zatwierdzenie wyboru przez metropolitę. 21 lutego 1255 konsekrowany w Lądzie przez arcybiskupa gnieźnieńskiego Pełkę w asyście 4 biskupów. W 1257 wziął udział w synodzie prowincjonalnym w Łęczycy, dokończył budowę nowego prezbiterium katedry poznańskiej. Prowadził świecki tryb życia dbając o powiększenie majątków biskupich, erygował kilka nowych parafii.

## Literatura dodatkowa
- Zofja Kozłowska-Budkowa: Bogufał III. W: Polski Słownik Biograficzny. T. 2: Beyzym Jan – Brownsford Marja. Kraków: Polska Akademia Umiejętności – Skład Główny w Księgarniach Gebethnera i Wolffa, 1936, s. 199–200. Reprint: Zakład Narodowy im. Ossolińskich, Kraków 1989, ISBN 83-04-03291-0